# Iubilaeum Anno Dracula 2001.
Iubilaeum Anno Dracula 2001. je prvi EP black metal grupe Theatres Des Vampires. 

## Popis skladbi
1. Anno Dracula - 03:17
2. Love Never Dies - 07:03
3. Vampyrica - 06:18
4. Dances With Satan (Cut The Throat Mix) - 05:48
5. The Brides Of Dracula - 07:08
6. Blutdivine - 02:46
7. Dracole Waide - 06:47